# ستو (فیلم)
ستو (به انگلیسی: Sethu) فیلمی محصول سال ۲۰۱۹ و به کارگردانی بالا است. در این فیلم بازیگرانی همچون ویکرام و آبیتا ایفای نقش کرده‌اند.